# Babylon (logiciel)
Pour les articles homonymes, voir Babylon.
Babylon est un logiciel de traduction et de reconnaissance optique de caractères. Il dispose de plus de 25 dictionnaires linguistiques « officiels » et d'une multitude d'autres créés par des particuliers. Après avoir longtemps été exclusivement disponible sur le système d'exploitation Microsoft Windows, il a fait son apparition sur Apple Macintosh avec la version Babylon 2008.
Les premières versions de Babylon étaient gratuites.
Ensuite, il y a eu des versions publiciel pour lesquelles l'utilisateur avait le choix entre payer une licence ou activer une publicité sélective. Afin d'afficher des publicités sélectives, le logiciel espion New.net s'installait en même temps que Babylon.
La version 6 (et peut-être déjà la 4 et la 5) de Babylon est uniquement accessible avec une licence payante. Il n'y a donc plus du tout de logiciel espion générant de la publicité. Il est par contre possible de tester le logiciel pendant une période limitée (7 jours pour la version 6, moins de 12 heures pour la version 9).

## Controverse
Babylon est très controversé pour la faible qualité des traductions, la mauvaise gestion clientèle et « l'envahissement » des navigateurs internet même après désinstallation.
En outre, l'entreprise éditant Babylon a longtemps encouragé ses utilisateurs à contribuer bénévolement à l'amélioration des dictionnaires en les complétant, promettant que le logiciel resterait toujours gratuit, avant de le faire devenir finalement payant une fois les dictionnaires bénévolement complétés, ce qui provoqua la colère de nombreux bénévoles.

## Équivalent open-source
- StarDict

## Liens
- Avis de consommateur
- Site officiel de la société

Logiciel propriétaire